# Cerkiew św. Michała Archistratega w Wilnie
Cerkiew św. Michała Archistratega – cerkiew prawosławna w Wilnie wzniesiona w 1895. 

## Historia
Cerkiew została wzniesiona w 1895 i poświęcona przez arcybiskupa wileńskiego i litewskiego Hieronima (Ekziemplarskiego). Była to pierwsza w Wilnie typowa cerkiew-szkoła (pomieszczenia liturgiczne były połączone z klasami szkolnymi i pokojami nauczycieli), zbudowana całkowicie z dobrowolnych ofiar wiernych. Wśród ofiarodawców były bractwa działające przy cerkwiach Świętego Ducha oraz św. Mikołaja Cudotwórcy. 
Szkoła przy cerkwi miała prawosławny charakter do lat 20. XX wieku, kiedy administracja polska nakazała wprowadzić język polski jako wykładowy i zmienić placówkę na państwową szkołę podstawową. W 1941 cerkiew zajął wileński komitet wykonawczy WKP(b). W 1947 ponownie otwarto parafię liczącą 360 wiernych, a w 1956 cerkiew została odremontowana.
W latach 2021–2022 odrestaurowano cerkiewne kopuły wraz z wieńczącymi je krzyżami.
Świątynia jest siedzibą parafii.